# Santiago Toledo Jiménez
Santiago Toledo Jiménez (Las Palmas de Gran Canaria, Illes Canàries, 10 d'agost de 1972) és un exjugador de bàsquet espanyol. Amb 2,11 metres d'alçada, jugava en la posició de pivot.

## Trajectòria
Va formar-se al planter dels Salesians Las Palmas, Reial Madrid i CB Gran Canària.
- CB Gran Canària (1992-1994)
- Balneario de Archena (1994-1995)
- CB Murcia (1994-1995)
- CB Gran Canària (1995-1998)
- Guialmi Estrelas da Avinguda (1998-1999)
- Banc di Sardegna Sàsser (1999)
- CB Tenerife Canarias (1999-2001)
- FC Porto (2001-2002)
- CB Tenerife (2002-2003)
- Palma Aqua (2005-2007)

## Família
És encunyat de Santiago Aldama Alesón, olímpic en els Jocs Olímpics de Barcelona 1992 i oncle del també basquetbolista Santiago Aldama Toledo. Va estar casat amb la jugadora italiana de voleibol Maurizia Cacciatori.